# Trevaia Williams-Davis
Trevaia Williams-Davis (* 7. September 1968 in Houston, Texas als Trevaia Williams) ist eine ehemalige US-amerikanische Leichtathletin, die im Sprint und Hürdenlauf an den Start ging und sich auf die 400-Meter-Distanz spezialisiert hat. Ihren größten Erfolg feierte sie mit dem Gewinn der Silbermedaille in der 4-mal-400-Meter-Staffel bei den Hallenweltmeisterschaften 1993 in Toronto.

## Sportliche Laufbahn
Erste internationale Erfahrungen sammelte Trevaia Williams-Davis vermutlich bei den Leichtathletik-Hallenweltmeisterschaften 1993 in Toronto, bei denen sie mit der US-amerikanischen 4-mal-400-Meter-Staffel in 3:32,50 min gemeinsam mit Terri Dendy, Dyan Webber und Natasha Kaiser-Brown die Silbermedaille hinter dem jamaikanischen Team gewann. Im Juli gewann die Studentin der University of Nevada, Las Vegas bei der Sommer-Universiade in Buffalo in 56,57 s die Bronzemedaille im 400-Meter-Hürdenlauf hinter der Deutschen Heike Meißner und Debbie-Ann Parris aus Jamaika. 1995 erreichte sie bei den Weltmeisterschaften in Göteborg das Halbfinale und schied dort mit 1:04,84 min aus. Sie setzte ihre Karriere ohne weitere Meisterschaftsteilnahmen bis 2003 fort, ehe sie ihre aktive Laufbahn im Alter von 35 Jahren beendete.

## Persönliche Bestleistungen
- 400 Meter: 52,34 s, 29. Januar 1994 in Reno
- 400 m Hürden: 54,78 s, 9. Mai 1998 in Tucson